# Führersonderzug
Führersonderzug oder auch mobiles Führerhauptquartier ist die Bezeichnung für eine mobile Befehlsstelle Adolf Hitlers als Oberster Befehlshaber der Wehrmacht während des Zweiten Weltkrieges.

## Allgemeines

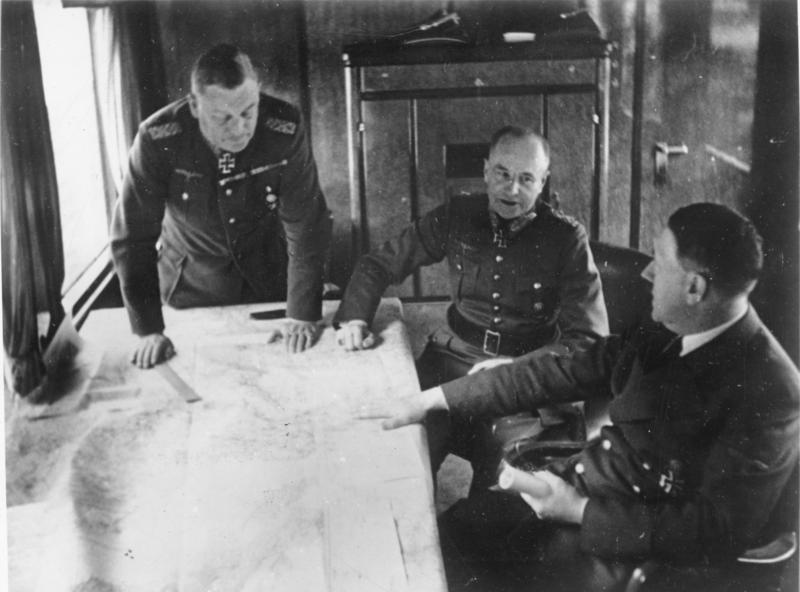
Hitler, von Brauchitsch und Keitel bei einer Besprechung im Zug „Amerika“ (1941)

Bevor im Mai 1940 das erste feste Führerhauptquartier Felsennest genutzt wurde, diente der Sonderzug als mobiles Führerhauptquartier. Hitler und sein Gefolge besuchten und besichtigten bspw. mit dem Zug „Amerika“ (auch „Brandenburg I“ bzw. „Brandenburg II“) seit Kriegsbeginn die verschiedenen Fronten und Kriegsschauplätze. Für die Sicherheit der Züge und Eisenbahnstrecken war das Führer-Begleit-Bataillon zuständig. Dafür waren dem Begleit-Bataillon die Frontgruppe Freiherr von Blomberg, Frontgruppe Spengemann, Frontgruppe Bertram und die Frontgruppe Nähring unterstellt. Die Bezeichnungen der Frontgruppen gehen auf ihren kommandierenden Hauptmann zurück.

## Aufbau
Der Führersonderzug, der beispielsweise am 23. Juni 1941 vom Anhalter Bahnhof in Berlin zur Wolfsschanze fuhr, bestand aus:
- am Anfang aus zwei Lokomotiven (Vorspann)
- gepanzerter Flakwaggon bewaffnet mit zwei Flugabwehrkanonen
- Gepäckwaggon
- Hitlers persönlicher Waggon
- Befehlswaggon mit Konferenzraum und Funkstation
- Begleitkommandowaggon für das Führerbegleitkommando
- Speisewaggon
- zwei Gästewaggons
- Waggon mit Baderäumen
- Speisewaggon
- zwei Schlafwaggons für Begleitpersonal
- Pressewaggon
- Gepäckwaggon
- gepanzerter Flakwaggon bewaffnet mit zwei Flugabwehrkanonen

## Einsätze
- Frühlingssturm, Sonderzug während des Balkanfeldzuges 12.–25. April 1941

## Weitere Führungszüge
- „Afrika“ („Braunschweig“) – Führungszug des Chefs des Oberkommandos der Wehrmacht
- „Asien“ („Pommern“) – Sonderzug Hermann Görings
- „Atlantik“ („Auerhahn“) – Befehlszug des Oberbefehlshabers der Kriegsmarine (unter dem Kommando von Asmus Jepsen)
- „Atlas“ („Franken“) – Befehlszug des Wehrmachtführungsstabes
- „Enzian“ – Führungszug des Chefs des Nachrichtenwesens der Luftwaffe
- „Ostpreußen“ – Sonderzug 4 des Oberkommandos des Heeres
- „Robinson 1“ – Führungszug des Chefs Führungsstab Luftwaffe
- „Robinson 2“ – Führungszug des Chefs des Generalstabes der Luftwaffe
- „Steiermark“  (auch als „Heinrich“  und „Transport 44“  bezeichnet), verwendet durch Reichsführer SS Heinrich Himmler und seinen Stab.
- „Westfalen“, Sonderzug des Auswärtigen Amtes unter Joachim von Ribbentrop.
- „Württemberg“ – Sonderzug des Generalstabs des Heeres